# Zebra de Grant
La zebra de Grant (Equus quagga boehmi) és una de les sis subespècies de la zebra comuna. Les poblacions d'aquestes zebres han estat afectades per guerres civils en diversos països africans. El seu nom comú fa referència a l'explorador escocès James Augustus Grant, mentre que el nom subespecífic boehmi li fou assignat en honor del viatger i zoòleg alemany Richard Böhm.